# الحسكة (مدينة)
الحسكة هيَ مدينة ومركز محافظة تقع في شمال شرق سوريا عند ملتقى نهري الخابور وجقجق.
تتميز بخصب أراضيها ووفرة مياهها وجمال طبيعتها وكثرة مواقعها الأثرية، كما شهدت نهضة عمرانية حديثة كبيرة وأقيمت حولها مشاريع زراعية وصناعية عديدة. تُعاني في العقدين الأخيرين من جفاف نهرها الرئيس الخابور؛ مما أدى إلى خروج الكثير من المساحات الزراعية من الإنتاج، مما اضطر الكثير من أبنائها إلى النزوح الداخلي باتجاه المحافظات الداخلية وخاصة العاصمة دمشق ودرعا في الجنوب للعمل في المعامل الصناعية والأراضي الزراعية.
تبعد عن دمشق 600 كم وعن مدينة حلب 400 كم وعن دير الزور 179 كم.

## الحسكة قديماً (الجزيرة السورية) أو (نهرين)

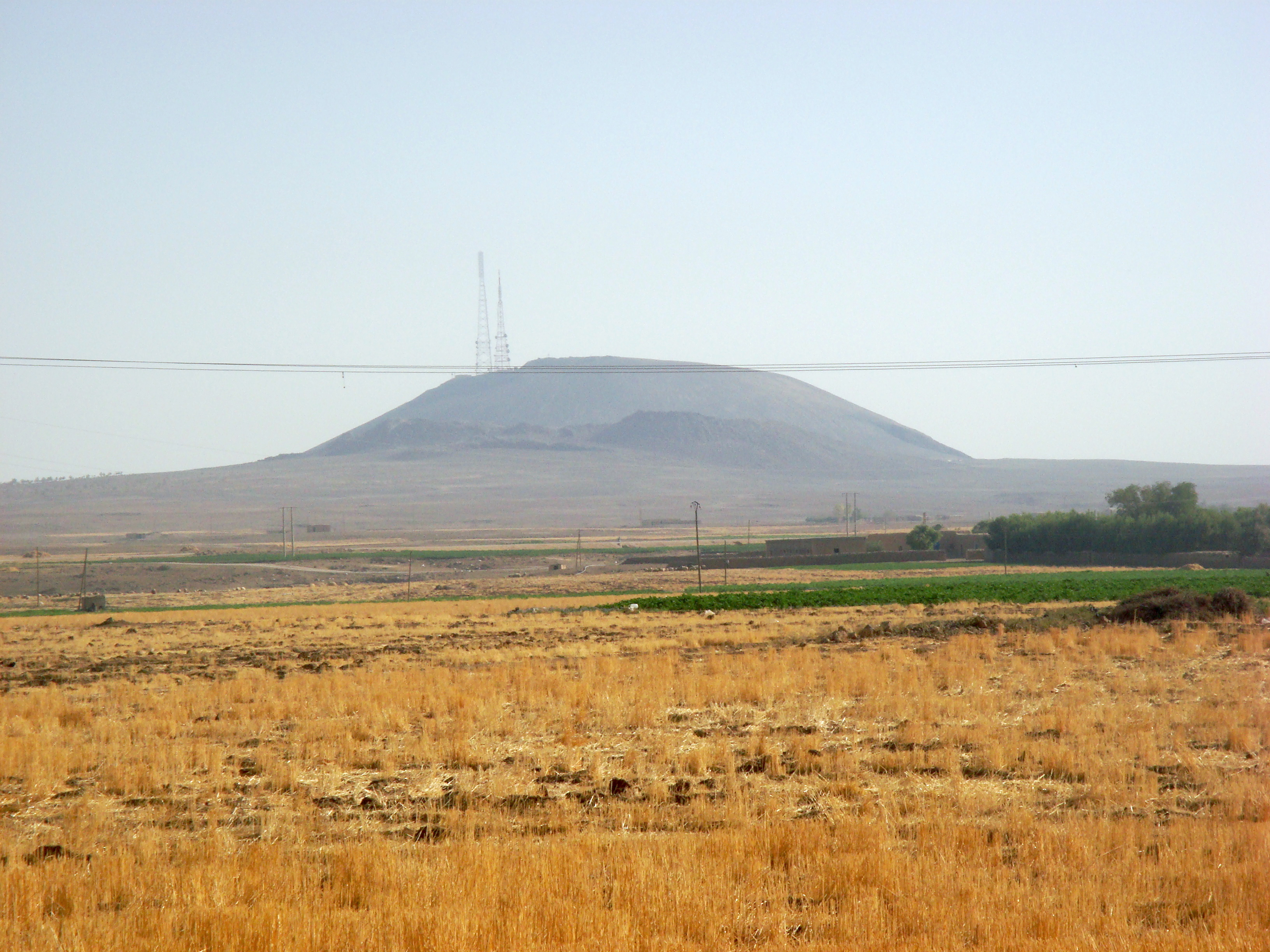
جبل كوكب في محافظة الحسكة

مدينة الحسكة تقع في منطقة غنية جداً بالمواقع والتلال الأثرية. قامت بها أعرق وأقدم الحضارات في منطقة الجزيرة السورية وتحديداً موقع مدينة الحسكة الحديثة والذي هو الموقع الأثري لمدينة نهارين أو نهرين. وعلى امتداد الأراضي في الحسكة يوجد ما يزيد على 800 موقع أثري يعود أقدمها إلى حوالى ثمانية آلاف عام قبل الميلاد. وبذلك تعد هذه المنطقة من سوريا من أقدم مناطق الحضارات.
الدراسات الأثرية والجيولوجية تثبت وجود مدينة قديمة جاثمة تحت تراب مدينة الحسكة الحالية يعود تاريخها إلى العهد السوباري والسومري
والأكادي والكلداني والبابلي والآشوري والآرامي وكان اسمها نهرين. وكانت مدينة آرامية وسميت نهرين لالتقاء نهر الخابور بالهرماس أو الجغجغ نهر جقجق. وكان ذلك في عهد الملك كيش ميسيليم.و كانت تقع تحت الثكنة العسكرية التي بنيت في عهد السلطان عبد الحميد 1907م أما هيكل الإله شمشو أو شمش، يقع تحت بناء كنيسة الكلدان الحالية، وهي مبنية من حجارة بيضاء تميل للصفرة.وأما قصر الملك ميسيليم يقع تحت بناء كنيسة السريان الكاثوليك شمال كراج النجمة للسفريات حالياً.

## تاريخ الحسكة المعاصر
يبدأ تاريخ الحسكة المعاصر مع نهاية القرن التاسع عشر وبداية القرن العشرين حيث كانت عبارة عن موقع وثكنة عثمانية، أقيمت في تلك المنطقة لأهميتها الإستراتيجية وتمَّ بناء مركز لفرقة عسكرية وذلك عام 1907 م في عهد السلطان عبد الحميد الثاني. وبعد عام أتت مجموعة من السريان الأرثوذكس يتكلمون العربية من قرية قلعة مراوية (واسمها يعني باللغة السريانية قلعة السيد وتقع إلى الشمال الشرقي من ماردين). كانوا حوالي سبعة بيوت في الجانب الغربي من مركز الجيش التركي (البغالة)، انضمت إليهم مجموعة أخرى بعد فرمان السيفو 1915 - 1923 م. كان هؤلاء يأخذون بضائعهم إلى القبائل العربية المنتشرة في محيطهم. كبرت مدينة الحسكة بتزايد القادمين إليها أيام السفر برلك.
استولت عليها لاحقا قوات الاحتلال الفرنسي أثناء فترة الانتداب على سوريا في بداية العشرينيات من القرن العشرين ثم ازدادت المباني والبيوت من حولها.
في 26 يناير/كانون الثاني 2011، في إحدى أولى أحداث الانتفاضة ، قام حسن علي عقله من الحسكة بصب البنزين على نفسه، وإضرام النار بنفس طريقة  التونسي محمد بوعزيزي في تونس في 17 ديسمبر / كانون الأول 2010 وقال شهود عيان ان هذا العمل كان «احتجاجا على الحكومة السورية.» 
في عام 2012، شهدت الحسكة احتجاجات عدة آلاف من الناس ضد الحكومة السورية، التي ردت بالدبابات وأطلقت النار على المتظاهرين.
ابتداء من عام 2013، سيطرت الميليشيات المرتبطة بحزب الاتحاد الديمقراطي الكردستاني (وحدات حماية الشعب) على معظم التجمعات السكانية ذات الوجود الكردي في محافظة الحسكة. في معركة الحسكة خلال صيف عام 2015، فقدت الحكومة السورية مناطق واسعة من السيطرة على المدينة من قبل تنظيم الدولة الإسلامية، ثم تم الاستيلاء عليها بعد ذلك من قبل وحدات حماية الشعب، بعد ذلك، كان نحو 75 ٪ من الحسكة - وجميع المناطق الريفية المحيطة بها - تحت إدارة حزب الاتحاد الديمقراطي، في حين كانت بعض المناطق الداخلية في المدينة تسيطر عليها الحكومة السورية فقط.
في 1 آب 2016 افتتح مجلس سوريا الديمقراطية مكتبا عاما في الحسكة، وفي 16 آب 2016 بدأت معركة الحسكة عام 2016، مع سيطرة القوات الكردية على المناطق المتبقية التي كانت تحت سيطرة القوات الموالية للحكومة السورية.
في عام 2015، كانت الحكومة السورية تسيطر على 25% من مساحة المدينة في حين كانت وحدات حماية الشعب تسيطر على 75% من المدينة.
في 16 أغسطس / آب 2016، اندلعت مناوشة صغيرة في معركة الحسكة الثالثة بين الحكومة السورية والميليشيات الكردية استمرت أسبوعا، تمكن الأكراد من خلالها من السيطرة على 95% من المدينة،  وجاءت روسيا كوساطة لوقف إطلاق النار الذي تم تطبيقه في 23 أغسطس/آب 2016 وتم طرد القوات المسلحة التابعة للحكومة السورية المركزية من المدينة ومنعوا من العودة إليها، ولم يسمح سوى لضباط الشرطة المدنية وقوات وزارة الداخلية بالعودة إلى المربع الأمني لحماية مباني الإدارة الحكومية.

## السكان

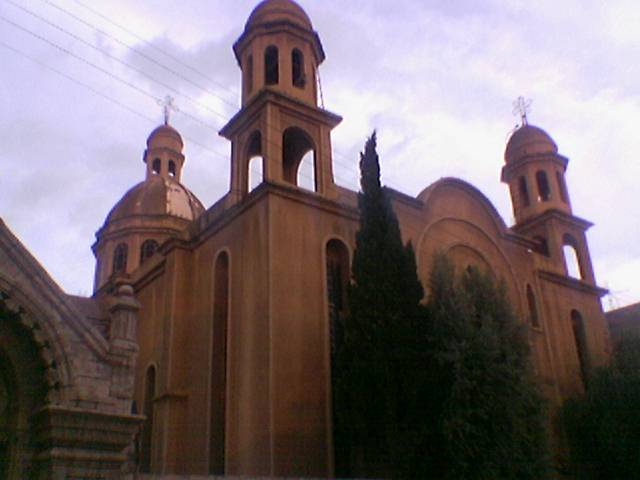
كاتدرائية القديس مار جرجس (كبرى كنائس محافظة الحسكة)

تعد محافظة الحسكة عموماً فسيفساء منوعة من الانتماءات العرقية والدينية، حيث يعيش فيها خليط من العرب والأكراد والماردلية والآشوريين والسريان والكلدان والأرمن واليزيديين. حسب آخر إحصاء من عام 2004، بلغ عدد سكان مدينة الحسكة 180705 نسمة.
كان معظم سكانها الأوائل من المسيحيين النازحين من تركيا كولاية ماردين وديار بكر وغيرها، ثم وفي وقت لاحق استوطن العرب والبدو في أطراف المدينة، كما وفد إليها الأكراد من نصيبين وجنوب تركيا إضافة لمواطنين سوريين من مختلف المحافظات السورية الأخرى خاصة من محافظة دير الزور، والمدينة في ازدهار مستمر.

## معالم المدينة

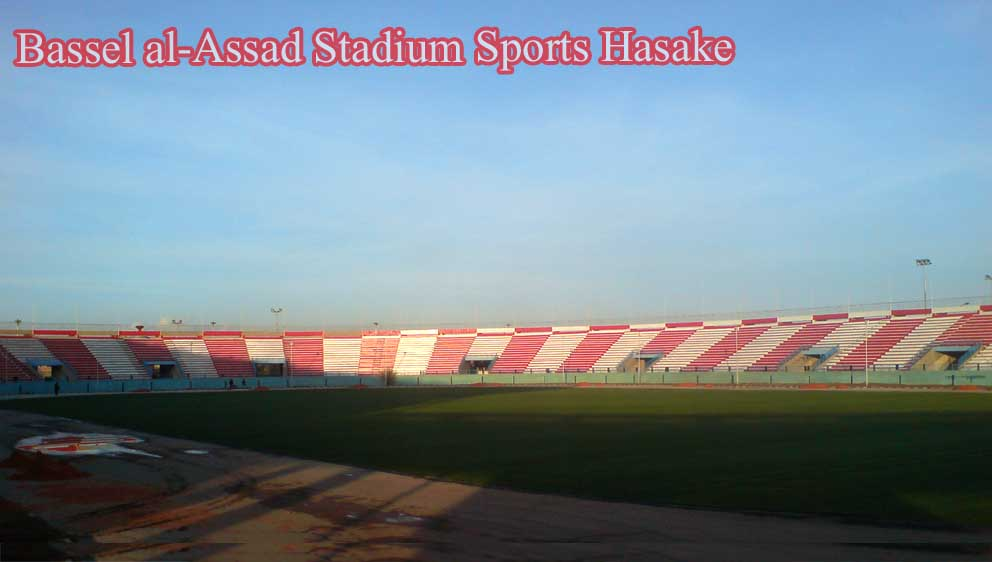
ملعب الباسل في المدينة الرياضية

من أشهر معالم المدينة كاتدرائية القديس مار جرجس التابعة لطائفة السريان الأرثوذكس والتي تنتصب في قلب المدينة وهي ذات بناء جميل وفخم شيدت في عام 1956 وتعرف بين أبناء المدينة بالكنيسة الكبيرة (الكاتدرائية)، كذلك المسجد الكبير مسجد الصحابي الجليل معاذ بن جبل هو من معالم المدينة الرئيسية الذي يعرف بمئذنته العالية التي ترتفع 36 مترا، بالإضافة إلى دار الحكومة (السراي)، وثكنة عقبة بن نافع، وبناء كنيسة الكلدان الكاثوليك بتصميمها وبنائها من أجمل الكنائس في المدينة.

سوق المأمون في مدينة الحسكة

في المدينة أسواق قديمة أبرزها سوق المأمون القديم الذي يعد أول سوق تجارية في المدينة، حيث تأسست في أربعينات القرن العشرين، وسقف جزء منها في الثمانينيات من القرن العشرين. توجد أيضًا سوق الصاغة وسوق الهال والأسواق الحديثة الممتدة في الشوارع الرئيسية مثل شارع فلسطين في وسط المدينة حيث المحلات التجارية. يعد هذا الشارع عصب السير في المدينة حيث يربط بين شرقها وغربها.
وأهم أحياء الحسكة السكنية هو الحي القديم (المحدث) والمبني باحدث الأبنية المكسية بالحجر الحلبي الجميل. وتتوزع حول مركز المدينة الضواحي التالية: المطار والناصرة وتل حجر وحي غويران والنشوة والكلاسة و الصالحية والحي العسكري والعزيزية.ولا ننسى بناء العرسة (السوق) القديم الذي بُنيَّ في العهد الفرنسي تمَّ هدمه وبُنيَّ مصرف التسليف الشعبي مكانه وفي محيطه المحلات التجارية.
وعند المدخل الجنوبي للمدينة تنتصب المدينة الرياضة الجديدة التي تتميز بملعب كرة القدم الذي يتسع لأكثر من 20000 متفرج وهو بذلك أكبر ملعب في المحافظة.
وفي الحسكة الضريح المعروف بضريح عبد العزيز : وهو ضريح حسام الدين عبد العزيز بن محمد الأكحل بن الشيخ حسام الدين شرشيق بن الشيخ محمد الهتاك أبن الشيخ عبد العزيز بن عبد القادر الجيلاني الجبالي المولد والدار والوفاة.

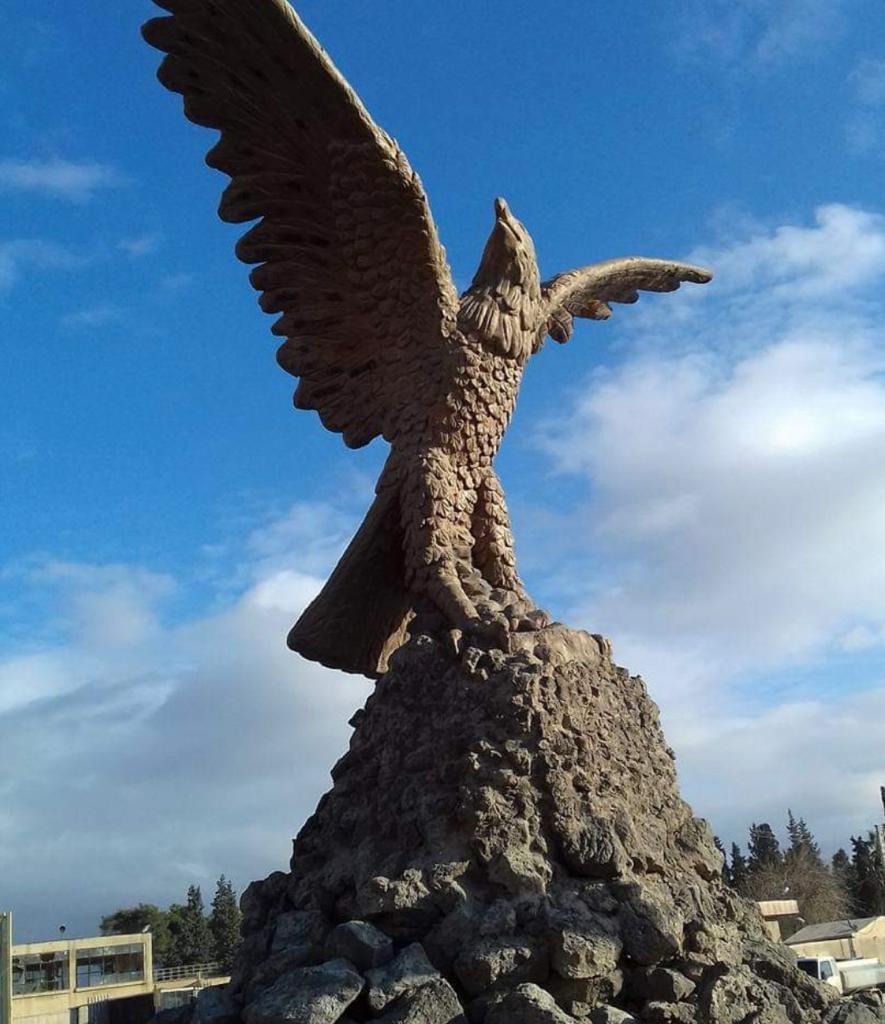
نصب النسر في مدخل حي الصالحية

## الاقتصاد
تعتبر مدينة الحسكة وهي مركز محافظة الحسكة بموقعها في منطقة خصبة من المناطق السورية الأكثر عطاءً في الزراعة حيث تنتشر زراعة القطن والقمح والشعير والسمسم والذرة الصفراء والبطاطا وفول الصويا والخضروات بأنواعها.
كما يوجد في الحسكة عدد من المعامل للصناعات الزراعية والغذائية، أشهرها معمل سينالكو للمشروبات الغازية والذي يصدر لمعظم المحافظات السورية، إضافة إلى عدد من الصناعات التقليدية وعدد من المشاريع الصناعية والزراعية الحديثة التي أطلقتها الدولة في مدينة الحسكة ومناطقها.
وكذلك تشتهر منطقة الحسكة بتربية الثروة الحيوانية. وكذلك الثروة النفطية، وتوجد المنشآت البترولية بشكل خاص في رميلان وحقول الغاز في منطقة جبسة.

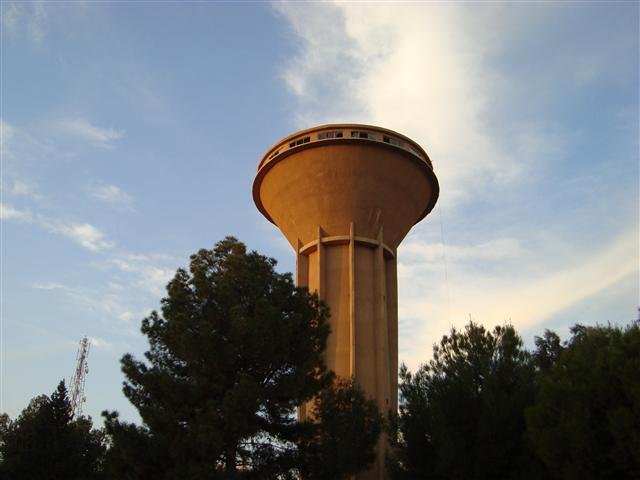
خزان المياه بحي المساكن

## التعليم
يذكر أن مجموع الطلاب والتلاميذ في مدارس المحافظة وصل في العام الدراسي 2013-2014 إلى أكثر من 380 ألف طالب وتلميذ في نحو 2400 مدرسة لمختلف المراحل التعليمية، وذلك حسب إحصائيات وزارة التربية والتعليم السورية.
المرحلة الثانوية: 
التعليم في مدينة الحسكة يجتذب الكثير من طلبة المحافظة لأن المستوى التعليمي في مركز المحافظة أفضل كثيرا من التعليم في الأرياف ، وفيما يلي أهم المدارس في المدينة:
المدارس الثانوية الحكومية:
- ثانوية أبي ذر الغفاري (للذكور): تقع بأول شارع القصر العدلي - مبنى حزب البعث العربي الاشتراكي.
- ثانوية أبي تمام (للذكور): تقع بجانب حديقة مبنى امن الدولة - طريق النشوة.
- ثانوية الفارعة الشيبانية للمتفوقين (مختلط): تقع بالقرب من المستوصف المدرسي - شارع المساكن بالقرب من مركز MTN.
- ثانوية عبد الرحمن الكواكبي (للبنات): تقع بالقرب من مركز انطلاق البولمان - بجانب مديرية الصحة الجديدة.

المدارس الثانوية الخاصة:
- ثانوية الموحدة الخاصة (مختلط): تقع بالقرب من مركز المدينة بالقرب من كاتدرائية القديس مار جرجس.
- ثانوية الأمل الخاصة (مختلط): تقع على شارع دوار فوج الإطفاء - دوار كازية مرشو.

## احياء و شوارع مدينة الحسكة
- الوسطى
- الملعب البلدي
- العسكري
- المطار الشمالي والجنوبي
- الصالحية
- تل حجر
- العزيزية
- المفتي
- غويران
- المساكن
- الزهور
- الليلية
- الفيلات الحمر
- 16 تشرين
- التقدم
- القصور (الناصرة)
- المشيرفة
- الكلاسة
- النشوة (الشرقية والغربية)
- المشتل
- المعيشية
- البيطرة

.
الشوارع الرئيسية في المدينة:
- شارع فارس الخوري
- شارع فلسطين
- شارع المحطة
- شارع الفردوس
- شارع جمال عبد الناصر
- شارع انطاكية
- شارع النصر
- شارع ميسلون
- شارع اسكندرون
- شارع جول جمال
- شارع القصور
- شارع كورنيش المطار
- شارع كورنيش الخابور
- شارع طريق القامشلي
- طريق المحلق الشرقي
- شارع حضرموت
- شارع جبران خليل جبران
- شارع الوحدة العربية
- شارع النهضة
- شارع القوتلي
- شارع الخابور
- شارع القاهرة
- شارع المسبح البلدي
- شارع التحرير
- شارع الحرية
- شارع الجاحظ
- شارع الجنوب
- شارع البعث
- شارع نازك الملائكة
- شارع أبي ذر الغفاري